# Proctophyllodes clavatus
Proctophyllodes clavatus är en spindeldjursart som beskrevs av Fritsch 1961. Proctophyllodes clavatus ingår i släktet Proctophyllodes, och familjen Proctophyllodidae. Arten är reproducerande i Sverige.